# Hraniční přechod Nové Město pod Smrkem – Czerniawa Zdrój
Hraniční přechod Nové Město pod Smrkem – Czerniawa Zdrój (polsky Przejście graniczne Czerniawa Zdrój – Nové Město pod Smrkem) je někdejší silniční hraniční přechod na česko-polské státní hranici na hraničním úseku IV/66/23 – IV/67 mezi českým městem Nové Město pod Smrkem (okres Liberec, Liberecký kraj) a polským lázeňským sídlem Czerniawa-Zdrój (část města Świeradów-Zdrój, okres Lubáň, Dolnoslezské vojvodství). Přechod leží v nadmořské výšce 541 m n. m. na silnici II/291; za hranicí pokračuje polská silnice č. 361. Před zrušením byl určen pro pěší, cyklisty, motocykly, osobní automobily, autobusy a nákladní automobily.
Hraniční přechod byl zrušen při vstupu České republiky do Schengenského prostoru v roce 2007. V případě dočasného znovuzavedení ochrany vnitřních hranic je provoz na hraničním přechodu upraven Sdělením Ministerstva vnitra č. 395/2021 Sb.